# Choronk'
Choronk' är en ort i Armenien.   Den ligger i provinsen Armavir, i den västra delen av landet, 23 kilometer väster om huvudstaden Jerevan. Choronk' ligger 853 meter över havet och antalet invånare är 2 148.
Terrängen runt Choronk' är platt, och sluttar söderut. Trakten är tätbefolkad. Närmaste större samhälle är Etjmiadzin, 5,4 kilometer nordost om Choronk'.